# Tagelus divisus
Tagelus divisus is een tweekleppigensoort uit de familie van de Solecurtidae. De wetenschappelijke naam van de soort is voor het eerst geldig gepubliceerd in 1794 door Spengler.